# جاکوپو دال اوگلیو
جاکوپو دال اوگلیو (انگلیسی: Jacopo Dall'Oglio؛ زادهٔ ۲ آوریل ۱۹۹۲) بازیکن فوتبال اهل ایتالیا است.
از باشگاه‌هایی که در آن بازی کرده‌است می‌توان به باشگاه فوتبال رجینا و باشگاه فوتبال برشا اشاره کرد.